# Троїцький (Волгоградська область)
Троїцький (рос. Троецкий) — хутір у Новоаннінському районі Волгоградської області Російської Федерації.
Населення становить 229  осіб. Входить до складу муніципального утворення Панфиловське сільське поселення.

## Історія
Хутір розташований у межах українського історичного та культурного регіону Жовтий Клин.
Згідно із законом від 21 грудня 2004 року № 970-ОД органом місцевого самоврядування є Панфиловське сільське поселення.

## Населення
| 2010 | 2015 |
| ---- | ---- |
| 221  | ↗229 |